# Josefina Villanueva
Josefina Villanueva (Durazno, 2000. február 3. –) uruguayi női válogatott labdarúgó.

## Pályafutása

### Klubcsapatokban

#### Nacional
A 2020-as idényben profi szerződést kötött a Nacional csapatával. Hét gólt kapott 13 veretlen meccsen a bajnokságban, mellyel jelentősen kivette részét a bajnoki arany megszerzésében. A nagypályás labdarúgás mellett klubja futsal csapatában is hatékonyan részt vesz. 

### A válogatottban
Neve első ízben a 2018-as Copa Américára utazó keretben volt megtalálható, azonban a sorozatban nem jutott lehetőséghez. 2019. október 8-án a Chile ellen kezdőként léphetett pályára első válogatott találkozóján.

## Sikerei

### Klubcsapatokban
Uruguayi bajnok (1):
- Nacional (1): 2020

## Statisztikái

### A válogatottban
2021. november 30-al bezárólag
| Válogatott | Szezon   | Mérk. | Gól |
| ---------- | -------- | ----- | --- |
| Uruguay    |          |       |     |
| 2019       | 1        | 0     |     |
| 2021       | 2        | 0     |     |
| Összesen   | Összesen | 3     | 0   |